# تشا يي ريون
تشا يي ريون (بالكورية: 차예련)‏ هي ممثلة كورية جنوبية. ولدت يوم 16 يوليو 1985 في سول في كوريا الجنوبية.

## روابط خارجية
- تشا يي ريون على موقع IMDb (الإنجليزية)
- تشا يي ريون على موقع قاعدة بيانات الفيلم (الإنجليزية)